# NGC 3793
NGC 3793 é uma estrela na direção da constelação de Ursa Major. O objeto foi descoberto pelo astrônomo Wilhelm Tempel em 1882, usando um telescópio refrator com abertura de 11 polegadas. 